# Хайнц, Тим
Тим Хайнц (люкс. Tim Heinz; род. 5 февраля 1984, Мерциг, Дикирх) — люксембургский футболист, защитник.
В 2005 году Тим Хайнц дебютировал в клубе «Этцелла», где провёл два сезона, сыграв 16 игр. Затем, в 2007 году, Хайнц перешёл в клуб «Гревенмахер».
В национальную сборную был вызван в 2005 году, на отборочные матчи к ЧМ-2006, и выступал в ней до конца отборочного турнира к Евро-2008 (2007 год).